# Natten (film)
|  | Denne artikel er oprettet af botten Steenthbot ud fra en ekstern database. Den kan derfor have sproglige fejl eller mangler. Denne skabelon kan fjernes efter kontrol af indholdet. |

Natten er en dansk kortfilm fra 2013 instrueret af Christian Winther Bergstrøm efter eget manuskript.

## Handling
Henrik har det perfekte liv, han er blevet forfremmet, konen er gravid, alt kører, indtil han vælger at tage bilen hjem fra en firmafest.